# Monocosmoecus minor
Monocosmoecus minor is een schietmot uit de familie Limnephilidae. De soort komt voor in het Neotropisch gebied.